# Princess Chelsea
Chelsea Lee Nikkel (Auckland, 4 september 1985), beter gekend onder haar artiestennaam Princess Chelsea, is een Nieuw-Zeelandse zangeres en muziekproducente. Haar muziek wordt tot de Indiepop, Synthpop en de Barokpop gerekend.

## Carrière
Nikkel werd in 1985 geboren in de Nieuw-Zeelandse stad Auckland en schreef reeds muziek toen ze nog school liep (Monkey eats bananas). Nadat ze school vaarwel zegde richtte ze met twee vrienden de punkband Teen Wolf op en sloot zich aan bij de Indiepopband The Brunettes, opgericht door Jonathan Bree en Heather Mansfield.
Sinds haar debuutalbum als Princess Chelsea, Lil' Golden Book uit 2011, brengt Nikkel haar muziek uit onder het label Lil' Chief Records. Ze bracht sindsdien nog vier albums uit. Nikkel staat bekend voor haar aparte muziekclips en visuele stijl. Ze toerde met haar band reeds in Europa en Noord-Amerika. Haar album Everything Is Going To Be Alright won in 2023 de Taite Music Prize, Nieuw-Zeelands belangrijkste muziekprijs.

## Discografie

### Albums
- 2011: Lil' Golden Book
- 2015: The Great Cybernetic Depression
- 2016: Aftertouch
- 2018: The Loneliest Girl
- 2022: Everything is Going to Be Alright

### Ep
- 2012: The Cigarette Duet (European Tour Edition)